# Novozybkovskij rajon
Il Novozybkovskij rajon (in russo Новозыбковский район?) è un rajon dell'Oblast' di Brjansk, nella Russia europea; il capoluogo è Novozybkov. Istituito nel 1929, ricopre una superficie di 989 chilometri quadrati e nel 2010 ospitava una popolazione di 12.749 abitanti.